# パークナーム鉄道
パークナーム鉄道（パークナームてつどう）は、かつてタイ王国中部に存在したバンコク - パークナーム間を結んだ鉄道である。

## 概要
パークナーム鉄道は、イギリス人のロフトスと、デンマーク人のリシュリューに対して1886年9月13日に免許が交付され、1893年4月11日に開通した。（途中駅は10駅）これはタイ最初の官営鉄道の開業（クルンテープ駅 - アユタヤ駅間が1897年3月26日に開業した）より4年前でありタイ最初の鉄道であった。旅客列車だけでなく、貨物列車の運行も行われた。
当初は、1日3往復の運行であったが、1903年より4往復に拡大し、最盛期には60分間隔で運行されていた。
1936年9月13日に50年間限定免許の満了日を迎え、会社は免許の更新（延長）を申請したが許可が下りず国有化され鉄道局による運行が開始された。政府による買収金額は、35万バーツであった。
1960年1月1日に、全線廃止となり線路跡地は道路に転用された。
2018年12月6日に、バンコク・スカイトレインのスクムウィット線がケーハ駅（パークナーム）まで開通した。これにより、旧パークナーム鉄道の路線が再びバンコクと繋がることとなった。スクムウィット線は、その先のバンプー駅までが計画中である

## 歴史
- 1886年9月13日 免許交付（50年間限定）
- 1891年7月 着工式
- 1893年1月14日 試運転
- 1893年4月11日 開通 （フワランポーン駅 - パークナーム駅） (21.3km)
- 1908年 内燃動車導入 （ガソリンカー）[7]

- 1912年5月1日 電化 （フワランポーン駅 - クローントゥーイ駅）(5.2km)
- 1917年 電化 （クローントゥーイ駅 - バーンナー駅） (6.8km)
- 1926年1月 電化 （バーンナー駅 - パークナーム駅、全線電化完成） (9.3km)[8]
- 1936年9月13日 国有化 鉄道局により運行 （政府が35万バーツで買収[9]）
- 1960年1月1日 全線廃止 （フワランポーン駅 - パークナーム駅）